# Oplosbare groep
In de groepentheorie, een deelgebied van de wiskunde, heet een groep oplosbaar, als zij geconstrueerd kan worden met behulp van een eindige rij uitbreidingen van abelse groepen.

## Definitie
Een groep {\displaystyle G} heet oplosbaar als {\displaystyle G} een rij normaaldelers heeft, waarvan de factorgroepen alle commutatief zijn, dat wil zeggen dat er ondergroepen
{\displaystyle \{1\}=G_{0}\subset G_{1}\subset \ldots \subset G_{k}=G}
zijn, zodanig dat {\displaystyle G_{j-1}} normaaldeler is in {\displaystyle G_{j}} en de factorgroepen {\displaystyle G_{j}/G_{j-1}} commutatief zijn. 
Equivalent kan gedefinieerd worden dat de groep {\displaystyle G} oplosbaar heet als de rij afgeleide groepen, de afnemende rij normaaldelers ({\displaystyle \triangleleft } betekent "is normaaldeler van")
{\displaystyle G\triangleright G^{(1)}\triangleright G^{(2)}\triangleright \ldots ,}
waarin iedere ondergroep de commutatorgroep van de vorige is, uiteindelijk de triviale groep {1} van {\displaystyle G} bereikt. 
Deze twee definities zijn gelijkwaardig, aangezien voor elke groep {\displaystyle H} en iedere normaaldeler {\displaystyle N} van {\displaystyle H}, het quotiënt {\displaystyle H/N} dan en slechts dan commutatief is als {\displaystyle H^{(1)}} deel uitmaakt van {\displaystyle N}. De kleinste {\displaystyle n} zodanig dat {\displaystyle G^{(n)}=\{1\}} wordt de afgeleide lengte van de oplosbare groep {\displaystyle G} genoemd.

## Voorbeelden
Alle abelse groepen zijn oplosbaar; het quotiënt {\displaystyle A/B} zal altijd abels zijn als {\displaystyle A} abels is. Te bepalen dat een groep oplosbaar is, heeft dus alleen nut voor niet-commutatieve groepen. 
Meer in het algemeen geldt dat alle nilpotente groepen oplosbaar zijn. In het bijzonder zijn de eindige {\displaystyle p}-groepen oplosbaar, aangezien alle eindige {\displaystyle p}-groepen nilpotent zijn. 
Een klein voorbeeld van een oplosbare, niet-nilpotente groep is de symmetrische groep {\displaystyle S_{3}}. Ook de symmetrische groep {\displaystyle S_{4}} is oplosbaar. Aangezien de kleinste enkelvoudige niet-abelse groep {\displaystyle A_{5}} (de alternerende groep van graad 5) is, volgt hieruit dat elke groep met een orde van minder dan 60 oplosbaar is. 